# Fornelo do Monte
Fornelo do Monte es una freguesia portuguesa del concelho de Vouzela, con 15,24 km² de superficie y 330 habitantes (2001). Su densidad de población es de 21,7 hab/km².

## Galería

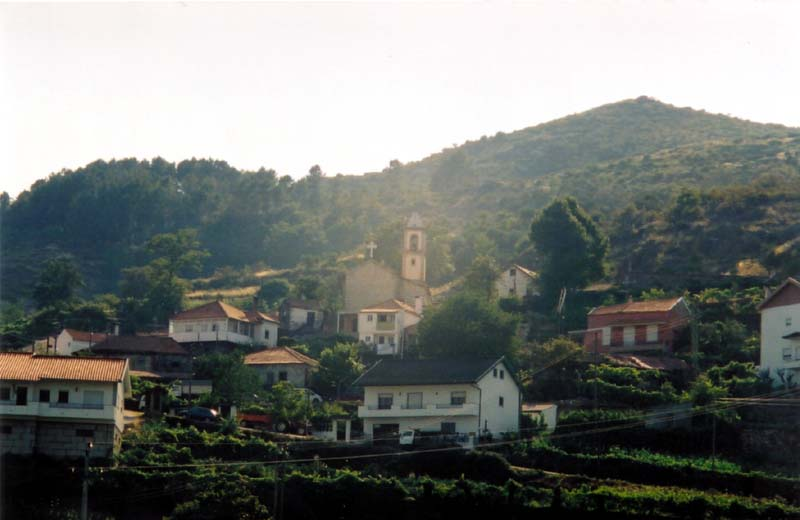
Vista Panorâmica de Fornelo do Monte